# ملتحمة

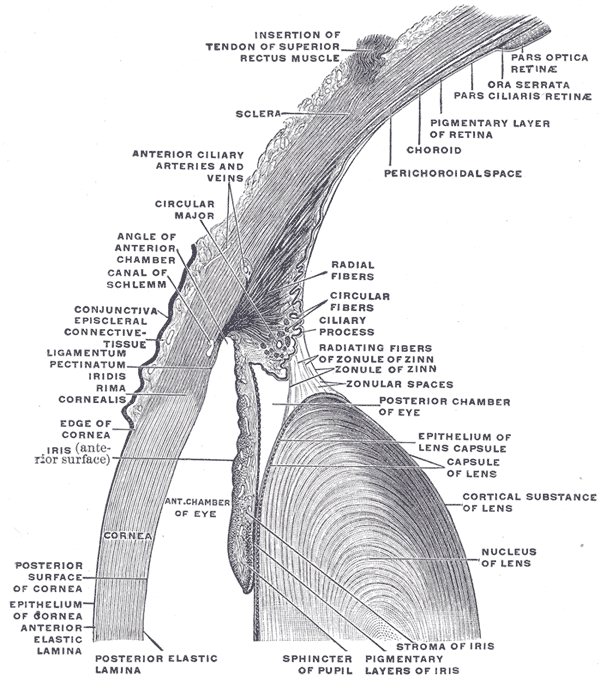
صورة تشريحية للعين

الملتحمة (بالإنجليزية: Conjunctiva)‏ هي الغشاء المبطن لجفن العين من الداخل الذي يغطي الصلبة (بياض العين)، هذا الغشاء شفاف وينتمي لنوع الانسجة اللمفانية (جهاز لمفي).

## أصل التسمية
يرجع أصل التسمية العربية بحسب ابن ماسويه إلى كونها تحتوي عروقا دقاقا محيطة بها من كل ناحية بسدى أو لحمة بحسب وصفه في كتابه محنة الكحالين.

## وظائف الملتحمة[بحاجة لمصدر]
تساهم الملتحمة في ترطيب وتزليق العين من خلال إنتاج المخاط والدموع (بكميات قليلة مقارنة مع الغدد الدمعية)، بالإضافة إلى ذلك فإن للملتحمة دوراً مناعيا يتمثل في ترصد الأجسام الغريبة والجراثيم ومنع دخولها إلى العين.

## التشريح النسيجي
تقسم الملتحمة إلى 3 أجزاء هي:
1. الملتحمة الجفنية: وهي الجزء المبطن لجفن العين.
2. الملتحمة البصلية: وهي الجزء الذي يغطي كرة العين فوق طبقة الصلبة. هذه الطبقة مربطة جيدا بما تحتها من الطبقات وتتحرك مع حركة العين.
3. ملتحمة القبو: وهي مكان التقاء جفان بجسم كرة العين وتتمثل بمنطقة اتصال الملتحمة الجفنية بالملتحمة البصلية. تتميز هذه المنطقة بكونها رخوة ومرنة مما يسمح بحرية حركة الجفن وكرة العين[5]، وعادة ما تكون هي المنطقة التي توضع فيها قطرة العين.

## الأهمية السريرية
اضطرابات في الملتحمة والقرنية هي مصادر مشتركة من الشكاوى العين، وخاصة بسبب ما يتعرض له سطح العين لمختلف التأثيرات الخارجية، وهي عرضة بشكل خاص ل صدمات، العدوى، وتهيج كيميائي، الحساسية، وجفاف.
- تتأثر ديناميكيات الأوعية الدموية الدقيقة في الملتحمة باعتلال الشبكية السكري (DR) ، وبالتالي يمكن أن تكون مفيدة لتشخيص ومتابعة DR ،  ومراحل تمييز DR.
- يرتبط داء السكري من النوع الثاني بنقص الأكسجين في الملتحمة،  وزيادة متوسط قطر الأوعية الدموية وفقدان الشعيرات الدموية.
- يرتبط فقر الدم، بحمأة الأوعية الدموية، وتغير تدفق الدم وقطر الأوعية الدموية، والنزيف الدقيق الشعري.
- يرتبط ارتفاع ضغط الدم، بزيادة تعرج الأوعية الدموية الملتحمة الصليبية وفقدان الشعيرات الدموية والشرايين.
- يرتبط انسداد الشريان السباتي، بتدفق دم أبطأ في الملتحمة وفقدان واضح للشعيرات الدموية.
- مع تقدم العمر، يمكن أن تتمدد الملتحمة وتتحول من الصلابة، مما يؤدي إلى تكوين طيات الملتحمة، وهي حالة تعرف باسم الالتحام.
- يمكن أن تتأثر الملتحمة بالأورام التي يمكن أن تكون حميدة أو خبيثة.
- داء اللولبية النحيفة، والإصابة بفيروس اللولبية النحيفة، يمكن أن يسبب التهاب الملتحمة، التي تتميز بتحويل لون الملتحمة إلى اللون الأحمر الدامي.

## أمراض الملتحمة
تشكل أمراض ومشاكل الملتحمة والقرنية غالبية المشاكل التي تصيب العين وذلك لكون سطح العين مكشوفاً للالتهابات والخمج والتحسس والكلم (الإصابة بالتصادم).
أشهر الحالات التي تصيب العين هي التهاب الملتحمة, كما أن تهيج الملتحمة الناتج عن التعرض للمواد الكيميائية والعضوية أو الأشعة فوق البنفسجية شائع بين أمراض العين، وقد يصبها رمد ربيعي بسبب حبوب الطلع في فصل الربيع

### التهاب الملتحمة[بحاجة لمصدر]
التهاب الملتحمة أو كما يعرف أيضاً بـ «العين الوردية»  هو التهاب في ملتحمة العين (الطبقة الخارجية للعين والسطح الداخلي للجفن. في العادة تكون نتيجة التهاب (غالبا فيروسي، وأحياناً بكتيري) أو حساسية. التهاب الملتحمة قد يؤثر على إحدى أو كلا العينين، وهو التشخيص الأكثر احتمالية لمن يعاني من احمرار في العين وافرازات (سائل يخرج من العين). العين المصابة تكون في العادة «ملتصقة مغلقة» في الصباح. التهاب الملتحمة الفيروسي والبكتيري شديد العدوى وينتقل من خلال الاحتكاك بالإفرازات. بشكلٍ عام، التهاب الملتحمة يذهب وحده دون أن يترك أي مخاطر صحية. قطرات العين تساعد في التخفيف من الأعراض وبالنسبة للمسبّبات البكتيريّة فإنّها تقلل مدّة المرض إذا ما أُعطيت باكراً.

#### أسباب وعوامل خطر التهاب الملتحمة[6]
أسباب الالتهاب يمكن أن تكون:
فيروسات- عدوى فيروسية، يمكن أن تكون أُحادية الجانب أو ثنائية الجانب، وتصاحبها عادة إفرازات شفافة من العين. أحيانًا تظهر بعد عدوى في مسالك التنفس العليا.
بكتيريا (جراثيم)- عدوى جرثومية شائعة، بشكل خاص وسط الأطفال، ولكن يمكن ظهورها أيضًا لدى البالغين؛ ترافقها إفرازات لَزِجَة نسبيًّا ذات لون أصفر مخضر. يمكن أن تظهر العدوى في عين واحدة أو الاثنتين، وهنا أيضًا ثمة صلة لعدوى سابقة في جهاز التنفس العلوي أو في الحلق.
أُرْجِيَّة (Allergy)- عند التعرض لمادة مُسْتَأْرِجَة (Allergen)، تفرز الخلايا البَدينَة (Mast cells) في العين، مواد مهيِّجة للالتهاب ومنها الهستامين (Histamine). غالبًا ما يكون الالتهاب في كلتا العينين في تزامن، مصحوبة بالدموع والعطس، نزلة أنفية وعلامات أُرْجِيَّة جهازية.
مُحَفِّزٌ خارجي: تسلل جسم غريب أو مواد كيميائية مختلفة لداخل العين، قد تسبب التهابًا. يتلاشى هذا الوضع غالبًا بسرعة، ولا يتعدى 24 ساعة بعد خروج العامل المحفز من العين.
من هنا، عوامل الخطر لتطور التهاب المُلْتَحِمَة هي: التعرض لكل واحد من العوامل الممكنة للالتهاب المذكورة أعلاه، وكذلك استخدام العدسات اللاصقة.

#### مضاعفات التهاب الملتحمة
إن مصدر الخشية الأساسي - كما هو لدى الأطفال أيضًا لدى البالغين- هو تفشي الالتهاب وصولاً للقرنية، الأمر الذي يؤدي إلى إصابة تؤدي لتشويش في الرؤية. إن من شأن العلاج والتشخيص المبكر حَدَّ الخطر من هذه المضاعفات.

#### تشخيص التهاب الملتحمة
إن عملية تشخيص التهاب المُلْتَحِمة، غالبًا تتم فقط بمعاينة العين بالمشاهدة المجردة. يمكن كذلك، استخدام عينة من إفرازات العين من أجل تشخيص المُلوِّث بدقة وإتاحة علاج أفضل.

#### علاج التهاب الملتحمة[7]
يتباين العلاج وفقًا للسبب الأولي  للالتهاب.
يتم علاج الالتهاب على ضوء عدوى جرثومية، بمضادات حيوية، الملائمة للجرثومة المعدية.
قد يكون العلاج باستخدام قطرات، أو مَرْهَم، حيث يكون المرهم مُريحًا أكثر للأطفال، أما التحفظ الرئيسي عليه  فهو بسبب تشويشات (ضبابية) الرؤية  لمدة 20 دقيقة. ينبغي زوال العَدوى في غضون عدة أيام بعد البدء في تناول المضادات الحيوية، ولكن في جميع الأحوال يجب الاستمرار في العلاج، وفقًا لتعليمات الطبيب الأولية حتى بعد اختفاء الأعراض، وذلك من أجل منع عودة الالتهاب ثانيةً.
لا يوجد علاج  محدد لالتهاب مبعثه عدوى فيروسية (Viralic)، والمرض يختفي لوحده في غضون أسبوعين كحد أقصى. التفشي الشائع لعدوى فيروسية، بدايةً في عين واحدة ومن ثم الانتقال لأخرى، وفي نهاية المطاف شفاء تلقائي. إذا كان اشتباه لعدوى بفيروس الهِرْبِس (Herpes virus) هنالك علاج مضاد للفيروس.
ينبغي في المقام الأول، لالتهاب من عامل مسبب، تجنب العامل المسبب للتهيج. أما لمعالجة الالتهاب ذاته، فيمكن استعمال قطرات مختلفة للأُرْجِيَّة، مثل تلك المضادة للهِسْتامين (Antihistamine)، مخففات الاحتقان، الإستيرويدات (Steroids) والأدوية المضادة للالتهاب.

#### الوقاية من التهاب الملتحمة
فيما لو كان شخص يعاني من التهاب في المُلْتَحِمَة، يوصى باتخاذ الخطوات التالية لتجنب انتقال العدوى للآخرين:
- تجنب ملامسة اليدين مع العينين.
- غسل اليدين في أوقات متقاربة.
- عدم مشاركة الآخرين في مناشف اليدين أو الاستحمام مع الغير.
- استبدال المناشف بوتيرة عالية.
- استبدال غطاء الوسادة.
- استبدال مستحضرات التجميل المستخدمة لمنطقة العينين مثل المَسْكَرَة وما شابه ذلك.

يوجد  نوع شائع لالتهاب العيون لدى المولودين الجدد (الرُّضَّع)، المسمى التهاب المُلْتَحِمَة الوَليدي (Ophthalmic neonatorum) الناجم عن جرثومة موجودة في قناة الولادة. هذه العدوى الجرثومية خطرة، ومن شأنها التسبب بتأذِّي الرؤية، لهذا، كل مولود يتلقى علاجًا وقائيًّا في المستشفى باستخدام مرهم.

#### العلاجات البديلة
توجد هنالك مجموعة خطوات بيتية يمكن اتخاذها من أجل تخفيف أعراض الالتهاب.
- كمَّادات- غمر قطعة قماش نظيفة في الماء البارد، ومن ثم وضعها على الجفن، مبعث فائدة وفاعلية لالتهاب أُرْجي.
- أما لالتهاب عَدْوائي فيوصى بكمَّادات دافئة. إذا كانت الإصابة فقط في عين واحدة، فمن المهم تفادي نقل الكمَّادة من عين لأخرى، منعًا لانتقال العدوى. يعتقد البعض أن لإضافة عُصارة شاي للسائل الغامر لقطعة قماش يوجد تأثير أكثر فائدة للتهدئة.
- قطرات عيون تصرف دون وصفة طبيب، والتي تحتوي على الدموع الاصطناعية، من شأنها أن تخفف من الحك والشعور الرملي المصاحب لالتهاب الملتحمة .
- ينبغي التوقف عن استخدام العدسات اللاصقة، في أي حال، أثناء فترة الالتهاب وفي الأيام اللاحقة لاختفائه.
- إذا كانت العدسات المستخدمة لمرة واحدة أو أسبوعية، يوصى بالتخلص منها واستعمال أخرى جديدة، خوفًا من الإصابة بالعدوى ثانيةً. أما في حال عدسات لاصقة مستعملة لأكثر من مرة، يوصى بتنظيف وتعقيم أساسي وجذري، وفقًا لتعليمات المنتج (المصّنع).

### التهاب ملتحمة العين عند الرضع[9]
تقلق كلّ الأمهات على أطفالهن الرّضّع كونهم في طور النمو وما تزال أجسامهم طريّة وضعيفة، وقد تلاحظ بعض الأمهات انتفاخ عيون أطفالهن الرّضّع واحمرارها، ووقتها تُفضّل استشارة الطبيب على الفور تفاديًا لحدوث أي مشكلات ومضاعفات لدى الرضيع، ففي بعض الحالات قد تظهر هذه الأعراض نتيجة إصابة الرضيع بالتهاب في ملتحمة العين، وتُعرَف ملتحمة العين بأنّها الغشاء الشفاف الذي يغلّف الطبقة البيضاء في العين والجزء الداخلي من الجفون، وكما ذُكِرَ في البداية، يُلاحَظ احمرار عين الرضيع عند الإصابة بها؛ لذلك يُطلَق عليها اسم العين الوردية؛ نظرًا لـاحمرار العين وظهورها باللون الوردي، وتُعدّ هذه الحالة شائعة الحدوث لدى الأطفال دون سن الخامسة متضمنةً بذلك فئة الرّضّع وحديثي الولادة.

#### أعراض التهاب ملتحمة العين عند الرضع
قد يعاني الرّضّع حديثو الولادة من التهاب ملتحمة العين، والتي تظهر في البداية من خلال خروج إفرازات من العين خلال اليوم الأول من بعد الولادة وتستمر إلى أسبوعين، وتتعدّد الأعراض المصاحبة لإصابة حديثي الولادة من الرضع بالتهاب الملتحمة تبعًا للنوع الذي أصيب به؛ لذلك تُذكَر الأنواع مع الأعراض المميزة لكلٍ منها في ما يأتي:
| نوع الالتهاب                                                          | الأعراض المصاحبة له |
| --------------------------------------------------------------------- | --- |
| التهاب المُلتَحمة الاِشتمالِي (Inclusion (chlamydial) conjunctivitis)     | احمرار العينين، وانتفاخ جفون العين، وخروج إفرازات قيحية من العين، وتستمر الأعراض لحوالي 5-12 يومًا بعد الولادة.            |
| التهاب المُلتحمة الناجم من المكورات البُنية (Gonococcal conjunctivitis) | احمرار العينين، وتكوّن إفرازات قيح سميكة في العين، وانتفاخ جفون العين، وتستمرّ الأعراض من يومين إلى أربعة أيام بعد الولادة. |
| التهاب الملتحمة الكيميائي (Chemical conjunctivitis)                   | احمرار بسيط في العين يصاحبه انتفاخ خفيف في جفن العين، وتستمر الأعراض لحوالي 24-36 ساعة فقط.                               |

إضافة إلى أعراض كلّ الأنواع السابق ذكرها، فقد يعاني الرضع من غير حديثي الولادة من ظهور بعض الأعراض، وتتضمن ما يأتي:
- احمرار في جانب جفنَي العين.
- الإدماع المفرط.
- حكّ الرضيع عينيه وفركهما.
- إحساس الرضيع بوجود رمال في عينيه.
- تكوَّن تكلسات حول جفون العين؛ نظرًا للإفرازات المصاحبة للالتهاب.
- الحساسية تجاه الضوء.

#### أسباب التهاب ملتحمة العين عند الرضع
كما ذُكِر في السابق تتعدّد الأنواع التي تتسبب في إصابة الرضع حديثي الولادة بالتهاب الملتحمة، وفي ما يأتي بيان لكل نوعه والسبب المؤدي إلى الإصابة به:
| نوع الالتهاب                              | السبب المؤدي إليه |
| ----------------------------------------- | --- |
| التهاب المُلتَحمة الاِشتمالِي                 | يُعدّ من أكثر أنواع التهاب الملتحمة البكتيري شيوعًا، إذ ينجم من إصابة العين بعدوى المتدثرة التراخومية (Chlamydia trachomatis)، فيصاب بها الرضيع أثناء الولادة نتيجة إصابة الأم بها وانتقالها منها إلى الجنين أثناء الولادة، وتجدر الإشارة إلى أنّ نصف الرضع المصابين بها يعانون من إصابة مناطق أخرى من الجسم بهذه العدوى، فقد تصيب هذه البكتيريا الرئتين والجزء الخلفي من الأنف الذي يتصل باللسان. |
| التهاب المُلتحمة الناتج من المكورات البُنية | تظهر هذه الحالة نتيجة إصابة الرضع ببكتيريا النَيْسَرِيّة البُنِّيّة (Neisseria gonorrhoeae)، وكالحالة السابقة قد يلتقط الرضيع هذه العدوى عند ولادته ولادة مهبلية (طبيعية). |
| التهاب الملتحمة الكيميائي                 | حالة نادرة صادرة عن استخدام قطرات عين مخصصة لمنع إصابة العين بالبكتيريا، مما يُهيّج العين ويصيبها بالتهاب الملتحمة. |
| أنواع أخرى من التهاب الملتحمة             | هذه الحالات تظهر بعد ولادة الرضيع بأسبوع، وحينها يصاب الرضيع ببعض أنواع البكتيريا التي تسبب التهاب الملتحمة لديه، إضافة إلى وجود بعض أنواع الفيروسات التي تسبب التهاب الملتحمة لدى الرضيع؛ مثل: فيروس الهربس الذي يصيب الفم أو الأعضاء التناسلية للمرأة. |

إضافة إلى أنواع العدوى والتهاب الملتحمة السابق ذكرها فقد يعاني بعض الرضع من التهاب الملتحمة الناتج من التعرض لرد فعل تحسسي، والرّضع أكثر عرضة لهذه الحالة في حال معاناتهم في السابق من ردود فعل تحسسي عل التعرّض لبعض المواد، ولكونها حالات تحسسية؛ فقد يرافقها سيلان أو حكة في الأنف، بالإضافة إلى العطس، وحكّ العينين، وإدماعهما.

#### علاج الرّضّع من التهاب الملتحمة
يعتمد تطبيق علاج الرضيع المصاب بالتهاب الملتحمة على عمره والأعراض التي يعاني منها، وصحته العامة، بالإضافة إلى السبب الكامن وراء هذا الالتهاب، وتُذكَر خيارات العلاج لكلّ سبب في ما يأتي:
- العدوى البكتيرية: يتمثل العلاج في استخدام قطرات العين التي تحتوي على مضادات حيوية.
- رد الفعل التحسسي: يُعالَج المصاب بهذه الحالة بتناول أدوية الحساسية الفموية أو قطرات العين التحسسية.
- عدوى الهربس: يُعالج المصاب بها عبر اختصاصي العين، إذ يصف الأدوية الفموية وقطرات العين الخاصة بهذه الحالة.
- العدوى الفيروسية: لا تحتاج هذه العدوى إلى استخدام أي نوع من العلاجات؛ فهي تختفي من تلقاء نفسها، لكن في بعض الحالات قد يصف الطبيب المضادات الحيوية لتلاشي إصابة الرضيع بعدوى ثانوية.

ويعتني الوالدان بالرضيع المصاب بالتهاب الملتحمة من خلال اتباع بعض التدابير المنزلية في ما يأتي:
- تنظيف العين باتجاه واحد فقط لتلاشي تعريض العين الأخرى للالتهاب، إذ يوصى بمسح العين من الجزء الداخلي (بالقرب من الأنف) والاتجاه بعيدًا عنها.
- التخلص من القطن المستخدم في التنظيف لتلاشي إصابة العين من جديد.
- تجنب تنظيف الجزء الداخلي من جفن العين؛ فذلك قد يتسبب في إحداث ضرر بالغ الشدة في ملتحمة العين.

#### طرق الوقاية من التهاب الملتحمة عند الرضع
في الحقيقة الوقاية لا تقتصر على الجنين فقط وإنّما تُعدّ وقاية بقية أفراد العائلة أمرًا شديد الأهمية؛ لذلك يوصى بغسل اليدين بعد التعامل مع الطفل بانتظام، واستخدام الماء والصابون لتحقيق أفضل فاعلية للنظافة، بالإضافة إلى تجنب استخدام منشفة الرضيع أو الوسادة التي ينام عليها، وفي حال وضع الرضيع في دور رعاية الأطفال فإنّه يوصى بعدم وضعه خلال مرحلة الإصابة؛ لتلاشي أن يُعدي بقية الرضع في الحضانة.
بينما يقي الأطباء إصابة الرضع حديثي الولادة بالتهاب الملتحمة عبر إعطائهم قطرات أو مراهم خاصة لحديثي الولادة، إذ تحتوي هذه القطرات على المضاد الحيوي الإريثروميسين، إضافة إلى أنّ الطبيب يعالج حالة الهربس التناسلي لدى المرأة الحامل قبل الولادة لتلاشي انتقالها إلى الجنين أثناء الولادة.

### كورونا والتهاب الملتحمة (العين الوردية)[10]
بناءً على البيانات حتى الآن ، يعتقد الأطباء أن 1٪ - 3٪ من المصابين بـ COVID-19 سيصابون بالتهاب الملتحمة ، المعروف أيضًا باسم Pink eye يحدث ذلك عندما يصيب الفيروس نسيجًا يسمى الملتحمة ، والذي يغطي الجزء الأبيض من عينك أو داخل جفونك. تشمل الأعراض ما إذا كانت عيناك :
- أحمر
- منتفخة
- مسبب للحكة

إذا كنت مصابًا بالتهاب الملتحمة ، فهذا لا يعني بالضرورة أنك مصاب بـ COVID-19. الأسباب الأكثر احتمالا هي الفيروسات والبكتيريا والمواد الكيميائية والمواد المسببة للحساسية المختلفة التي يمكن أن تهيج عينيك .
تختفي العديد من أشكال التهاب الملتحمة بالعلاجات التي لا تستلزم وصفة طبية في غضون أسبوع إلى أسبوعين